# هولوکاست در لهستان
هولوکاست در لهستان بخشی از هولوکاست در اروپا بود که از ۱ سپتامبر ۱۹۳۹ در قلمرو لهستان اشغالی پس از سقوط آن به دست آلمان نازی آغاز شد. این نسل‌کشی باعث از میان رفتن ۳ میلیون یهودی لهستانی شد که نیمی از کل یهودیان کشته شده در جریان هولوکاست بود.
مهم‌ترین مشخصه هولوکاست در لهستان ساخت اردوگاه‌های پاکسازی توسط نازی‌ها و بهره‌گیری آن‌ها از وانت‌های گاز، اتاق‌های گاز، و شلیک دسته‌جمعی برای کشتار بود. اردوگاه‌های پاکسازی نقشی اصلی در کشتار سیستماتیک بیش از ۹۰ درصد جمعیت یهودیان لهستان و نیز بسیاری دیگر یهودیان اروپایی که توسط آلمان به لهستان تبعید شده بودند داشتند.

## پیش‌زمینه
یهودستیزی در لهستان کمی پیش از آغاز جنگ در حال افزایش بود. خشونت علیه یهودیان در بیش از ۱۵۰ منطقه میان ۱۹۳۵ تا ۱۹۳۷ روی داده بود.
در پی هجوم به لهستان در ۱۹۳۹، آلمان نازی و شوروی طی پیمان مولوتوف–ریبنتروپ آن کشور را به دو بخش اشغالی تقسیم کردند. مناطق گسترده‌ای از غرب لهستان به دست آلمان افتاد و شوروی نیز تلاش داشت تا با فریب لهستانی‌ها ورود خود به آن کشور و در دست گرفتن ۵۲ درصد خاک آن را برای کمک کردن به مردم لهستان موجه نشان دهد. تمام سرزمین کرسی - با سکنه ای بالغ بر ۱۳٫۲ تا ۱۳٫۷ میلیون نفر اغلب اوکراینی و بلاروسی، به همراه ۱٬۳۰۰٬۰۰۰ یهودی - توسط اتحادیه شوروی در فضایی از ترس و وحشت در پی رفراندومی دستوری که توسط اِن‌کاوه‌ده ترتیب داده شده بود، مصادره شد. در طی چند ماه، یهودیان لهستانی در مناطق شوروی ه حاضر به ادای سوگند وفاداری نبودند به زور به همراه لهستانی‌های اصیل به مناطق داخلی شوروی کوچ داده شدند. شمار این یهودیان میان ۲۰۰٬۰۰۰–۲۳۰٬۰۰۰ تن تخمین زده می‌شود.
سیاست هر دو قدرت اشغالگر بر مقابله با هر گونه دلوت مستقل لهستانی بود و در این راه از پاکسازی نژادی پشتیبانی می‌کردند. اما کوتاه زمانی پس از عقد پیمان میان دو قدرت، ارتش آلمان در ۲۲ ژوئن ۱۹۴۱ به بخش لهستانی مورد اشغال شوروی حمله کرد. از ۱۹۴۱ تا ۱۹۴۳، همه خاک لهستان زیر کنترل آلمان بود. دولت شبه‌استعماری عمومی که در مرکز و جنوب‌شرقی کشور فعالیت داشت بر ۳۹ درصد قلمروی لهستان اشغالی حکم می‌راند.

## سیاست گتوسازی نازی
پیش از جنگ جهانی دوم، نزدیک به ۳٬۵۰۰٬۰۰۰ یهودی در لهستان زندگی می‌کردند. بیشتر این یهودیان در شهرها ساکن بودند و ۱۰ درصد جمعیت لهستان را تشکیل می‌دادند. موزه تاریخ یهودیان لهستانی پولین داده‌هایی از ۱٬۹۲۶ اجتماع یهودی در آن کشور گردآورده است. پس از اشغال لهستان و کشتار تحصیل‌کردگان در ۱۹۳۹، نخستین اقدامات ضدیهودی آلمان شامل سیاست اخراج یهودیان از مناطق اشغال‌شده توسط آلمان نازی شد. استان‌های غربی لهستان، شامل لهستان بزرگ و پومرلیا، به رایشس‌گائوهای جدید آلمانی با نام‌های دانزیگ-پروشیای غربی و وارته‌لند تبدیل شدند، با این هدف که تمام ساختار جمعیتی آن‌ها به سود مردم آلمانی تغییر یابد (سیاست لبنسراوم). در پی آن، شهر ووچ که به این رایشس‌گائوها پیوسته بود شاهد ورود ۴۰٬۰۰۰ یهودی لهستانی که از مناطق اطراف اخراج شده بودند شد. در کل، بالغ بر ۲۰۴٬۰۰۰ یهودی وارد گتوی ووچ شدند. در آغاز، بنا بر این بود که آن‌ها به مناطق دولت عمومی تبعید شوند. با این حال مقصد نهایی این جماعت تا دو سال بعد و هنگامی که راه حل نهایی مشخص شد در هاله‌ای از ابهام باقی ماند.
اذیت و آزار یهودیان لهستانی توسط نیروهای آلمانی، به ویژه در شهرها، بلافاصله پس از هجوم آن کشور به لهستان آغاز شد. در یک سال و نیم نخست، نازی‌ها به ضبط دارایی‌های یهودیان بسنده کرده، آن‌ها را درون گتوهای خود در لهستان جای دادند، و ایشان را به کار اجباری گرفتند. در این دوره، به فرمان آلمانی‌ها یهودیان می‌بایست شوراهایی یهودی (به آلمانی جودنرات) تشکیل می‌دادند تا اداره امور گتوها را دست بگیرند و «مسئولیت تمام و کمال» اجرای دستورها را داشته باشند. بیشتر گتوها در شهرها و شهرک‌هایی که جمعیت یهودی داشتند بر پا شدند. به دلایل تدارکاتی، جمعیت‌های یهودی در آن مناطقی از لهستان که دسترسی به خط راه‌آهن نداشتند منحل شدند. در عملیات تبعید گسترده‌ای که شامل بهره‌گیری از قطارهای باربری می‌شد، همه یهودیان لهستانی از دیگر اعضای جامعه جدا شدند و به صورت فشرده در گتوهایی فرسوده در نزدیکی ایستگاه‌های قطار جای داده شدند. دسترسی به غذا به شکل کامل در کنترل اس‌اس بود. در آغاز، یهودیان قانوناً از پخت نان محروم شدند؛
گتوی ورشو تعداد بیشتری یهود در خود جای داده بود تا کل فرانسه؛ گتو ووچ بیشتر از هلند. یهودیان ساکن شهر کراکوف بیشتر از یهودیان ایتالیا بودند، و تقریباً هر شهر لهستان با اندازه متوسط جمعیتی یهودی بیشتر از کل جمعیت یهودیان اسکاندیناوی داشت. در همه جنوب‌شرق اروپا – مجارستان، بلغارستان، رومانی، یوگسلاوی، و یونان – آن تعداد یهودی ساکن نبودند که در چهار محلهٔ دولت عمومی [می شد یافت].
رنج و سختی یهودیان گرفتار در لهستان جنگ‌زده را می‌توان شبیه به آنچه بر خود گتوها آمده بود تقسیم کرد. پیش از شکل‌گیری گتوها، گریز از آزار و اذیت توسط آلمانی‌ها با خود مجازات مرگ در پی نداشت. اما پس از برپایی گتوها و بستن دسترسی آن‌ها به جهان بیرون، مرگ از بی‌غذایی و بیماری به سرعت گسترش یافت و تنها غذا و دارویی که به ساکنان این مناطق می‌رسید توسط داوطلبان غیریهودی لهستانی تأمین می‌شد؛ چیزی که به گفته امانوئل رینگل‌بلوم «از فاخرترین برگ‌های دفتر همکاری میان دو ملت» بود. در ورشو، تا ۸۰ درصد غذای مصرفی گتو به صورت غیرقانونی وارد می‌شد؛ کوپن‌های غذایی آلمانی‌ها تنها ۹ درصد کالری مورد نیاز بدن برای بقا را تأمین می‌کردند. در دو سال و نیم میان نوامبر ۱۹۴۰ تا مه ۱۹۴۳، نزدیک به ۱۰۰٬۰۰۰ در گتوی ورشو از گرسنگی و بیماری مردند؛ و ۴۰٬۰۰۰ تن نیز در گتوی ووچ در ۴ سال میان مه ۱۹۴۰ تا اوت 1944. تا پایان ۱۹۴۱، بیشتر یهودیان گرفتار در گتوها دیگر هیچ دارایی برای رشوه دادن به افسران اس‌اس برای دریافت غذای بیشتر نداشتند. تنها پس از عملیات بارباروسا بود که توجه آلمانی‌ها به نیاز به تولید بالا رفت، و آلمان به اوضاع بعضی از این گتوها به منظور بهره‌گیری از نیروهای کاری اجباری درونشان برای تولید نیازمندی‌های جبهه شرقی سروسامان داد. در این هنگام نرخ مرگ و میر یهودیان رو به کاهش گذاشت.

## هولوکاست با گلوله

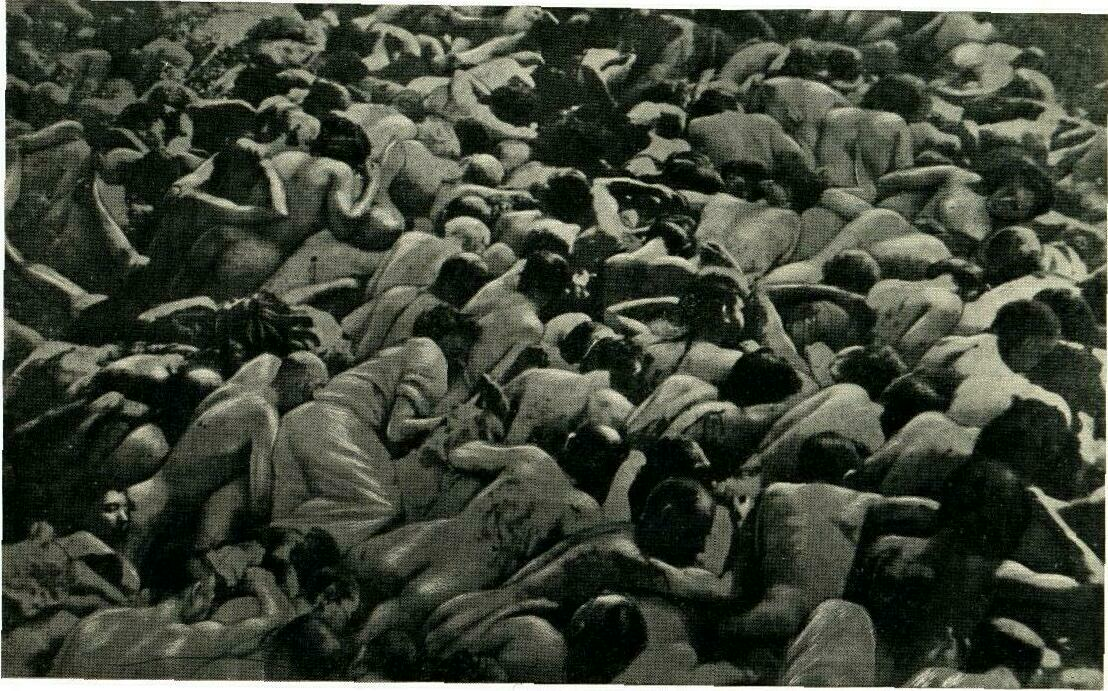
گور دسته‌جمعی از یهودیان تارنوپول نزدیک تسلوکتسوف، در حالی که با صورت رو به زمین هدف شلیک گلوله قرار گرفته بودند.

از نخستین روزهای جنگ، نظامیان آلمانی اقدام به خشونت علیه غیرنظامیان کردند. در جریان کشتار چنتستوخووا در سپتامبر ۱۹۳۹، ۱۵۰ یهودی لهستانی در میان ۱۱۴۰ شهروند لهستانی بودند که توسط نیروهای ورماخت با گلوله کشته شدند. در نوامبر ۱۹۳۹، بیرون اوستروف مازوویتسکا، نزدیک ۵۰۰ یهودی در گورهای دسته‌جمعی با گلوله هدف قرار گرفتند، و در دسامبر همان سال نیز ۱۰۰ یهودی دیگر توسط سربازان ورماخت و پلیس محلی در کولو کشته شدند.
پس از حمله آلمان به اتحادیه جماهیر شوروی در ژوئن ۱۹۴۱، هیملر نیرویی شامل ۱۱٬۰۰۰ سرباز را تشکیل داد تا اقدام به ایجاد پوگرومی برای نابودی یهودیان بزنند. در جریان عملیان بارباروسا نیز نیروهای اس‌اس اقدام به استخدام شوتزمان‌شافت یا پلیس کمکی همدست از میان شهروندان شوروی کردند. این نیروهای پلیس کمک زیادی به آلمان برای شناخت بهتر نواحی اشغالی و زبان مورد استفاده در آن‌ها می‌کردند. در آنچه بعدها با عنوان «هولوکاست با گلوله» شناخته شد، گردان‌های پلیس آلمانی (یا Orpo)، SiPo، وافن اس‌اس، و آینزاتس‌گروپن به همراه گردان‌هایی از لیتوانی و اوکراین در پشت خط مقدم جبهه اقدام به تیراندازی سیستماتیک به هزاران شهروند لهستان، از جمله یهودیان، کردند.
کشتارها در ۳۰ نقطه در سرتاسر نواحی که پیشتر توسط نیروهای شوروی در لهستان اشغال شده بودند، از جلمه گتوهای برست، تارنوپول، و بیاویستوک، و همچنین مراکز استان‌های پیش از جنگ شامل لوتسک، لووف، استانیسلاووف و ویلنو (بنگرید به کشتار پوناری) صورت گرفتند. آنانی که توسط این شلیک‌های دسته‌جمعی کشته نمی‌شدند نیز در گتوها قرار می‌گرفتند تا از بیماری و کمبود غذا به تدریج بمیرند. به دلیل نگرانی‌های بهداشتی، اجساد کسانی که به دلیل بدرفتاری یا بی‌غذایی می‌مردند در گروهای دسته‌جمعی متشکل از هزاران جسد جای داده می‌شدند. از نوامبر ۱۹۴۱ به بعد نیز وانت‌های گاز به کار گرفته شدند؛ و تا ژوئن ۱۹۴۲ این معیارها باعث کشته شدن ۳۵٬۰۰۰ یهودی تنها در ووچ شده بودند. تا دسامبر ۱۹۴۱، تقریباً یک میلیون یهودی ساکل شوروی در عملیات‌های شلیک دسته‌جمعی نازی‌ها کشته شده بودند. در این هنگام، سیاست «جنگ نابودی» در شرق بر ضد «نژاد یهود» در میان همه گروه‌ها از هر طبقه‌ای در آلمان شناخته شده بود. تعداد کل یهودیانی که در شرق توسط گلوله کشته شدند میان ۱٫۳ تا ۱٫۵ میلیون تن تخمین زده می‌شود. طبق گزارش‌های آینزاتس‌گروپن به برلین، تمام مناطقی که در شرق خط حائل پیمان آلمان-شوروی قرار داشتند عاری از یهود (به آلمانی: Judenfrei) گزارش شدند.

## راه حل نهایی و برچیدن گتوها

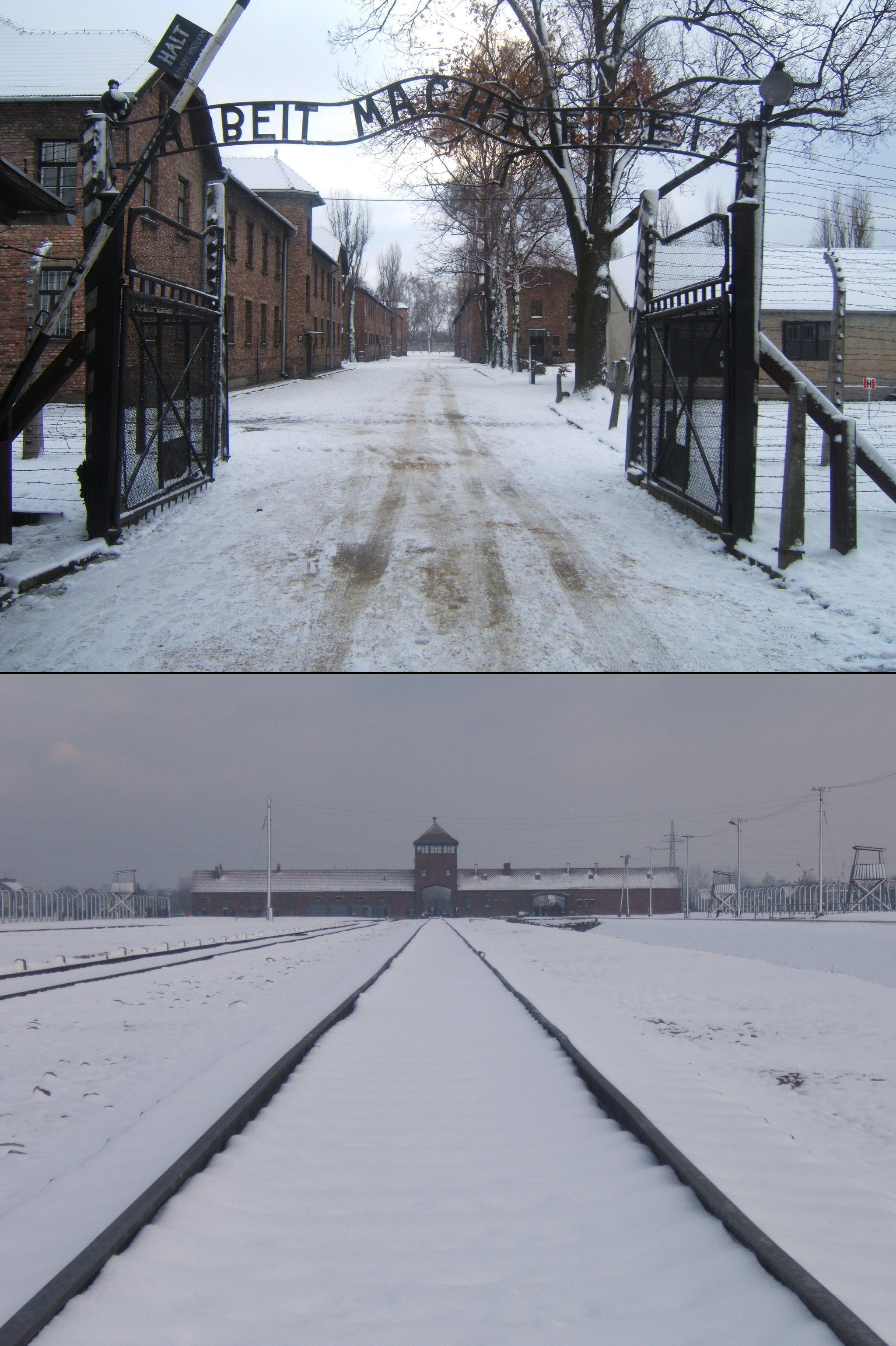
بالا: ورودی اردوگاه آشوویتس یک با نوشتهٔ معروف «کار آزاد می‌کند». پایین: اردوگاه اصلی کشتار در نزدیکی آشوویتس دو-برکناو.

در ۲۰ ژانویه ۱۹۴۲ و در حین کنفرانس وانزه در نزدیکی برلین، دبیرکل دولت عمومی یوزف بولر از راینهارد هایدریش درخواست کرد تا اجرای «راه حل نهایی برای مسئله یهود» را هر چه سریع‌تر پیش برد. کشتار صنعتی توسط گازهای اتراق داخلی پیشتر در طی چند هفته در اردوگاه مرگ خلمنو و زیر لفافه برنامه بازاستقرار آزمایش شده بود. به همه زندانیان گتوها گفته شده بود که در حال فرستاده شدن به اردوگاه‌های کار اجباری هستند، و از آن‌ها خواسته شده بود تا برای زندگی در آنجا وسایل خود را جمع کنند. بسیاری از یهودیان به اینکه در حال بازاستقرار هستند باور پیدا کردند چرا که این سیاست پیشتر در هنگام گتوسازی انجام شده بود. در همین حال، اندیشهٔ کشتار دسته‌جمعی توسط اتاق‌های گاز از سپتامبر ۱۹۴۱ در جریان طرح نیسکو مورد بحث قرار گرفته بود، و خود پیش‌درآمدی بر عملیات راینهارد به رهبری اودیلو گلوبوکنیک شد که دستور داد اردوگاه‌های مرگ بلزک، سوبیبور، و تربلینکا ساخته شوند. در مایدانک و آشوویتس، به‌کارگیری اتاق‌های گاز در مارس و مه ۱۹۴۲ شروع گشت و برای نخستین بار از سیکلون ب برای کشتار دسته‌جمعی بهره گرفته شد. از ۱۹۴۲ تا ۱۹۴۴ و در جریان اوج هولوکاست، پاکسازی میلیون‌ها یهودی از لهستان و دیگر نقاط اروپا در ۶ اردوگاه مرگ جریان داشت. همه مراکز کشتار در کمال محرمانگی توسط نازی‌ها و با کمک نیروهای اوکراینی تراونیکی طراحی و ساخته شدند. شهروندان از نزدیک شدن به این مراکز منع شدند و در صورتی که در نزدیکی ریل‌های قطار دیده می‌شدند به آن‌ها شلیک می‌شد.

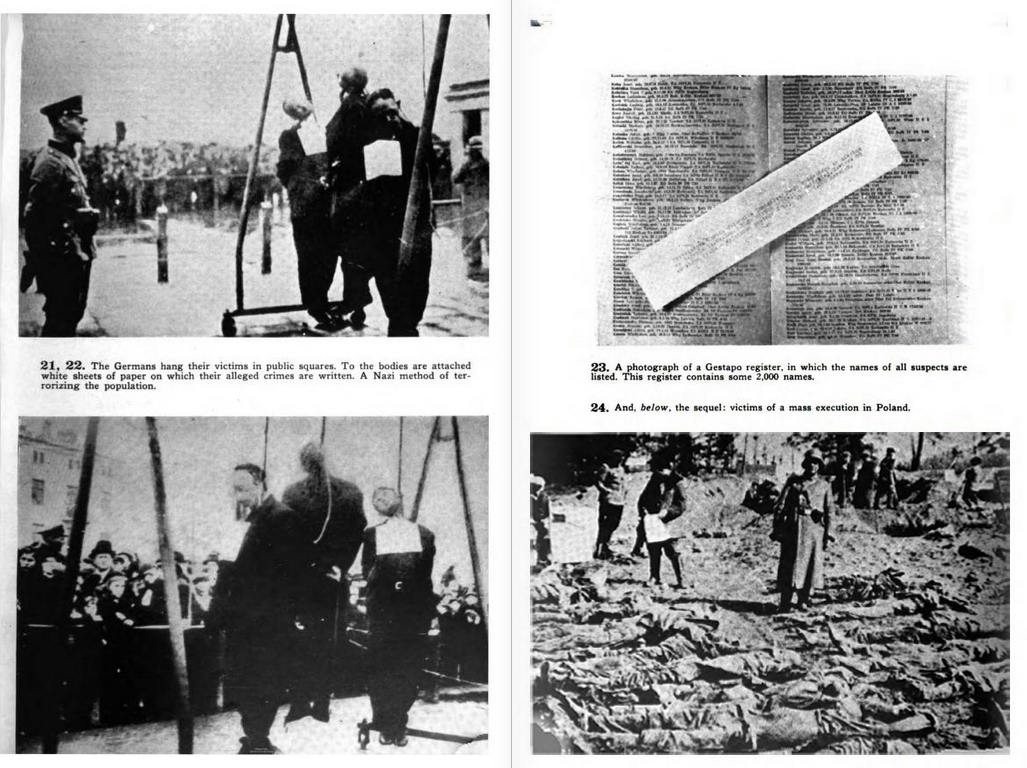
عکس‌هایی از کتاب سیاه لهستان، منتشرشده در ۱۹۴۲ در لندن توسط دولت در تبعید لهستان.

بر خلاف دیگر اردوگاه‌های کار اجباری نازی که در آن‌ها از زندانیان سراسر اروپا برای کار اجباری و کمک به ماشین جنگی نازی بهره‌کشی می‌شد، اردوگاه‌های مرگ تنها برای هدف پاکسازی سریع یهودیان لهستانی و خارجی مورد استفاده قرار می‌گرفتند. مسئولان و ناظران این اردوگاه‌ها مستقیم به هیملر در برلین گزارش می‌دادند، و هیملر نیز بشخصه جریان پاکسازی را اداره می‌کرد اما مسئولیت کار در لهستان را به گلوبوکنیک سپرد. انتخاب منطقه مناسب برای اردوگاه‌ها، ساخت آن‌ها و آموزش کارکنانشان شبیه به برنامه تی۴ بود که پیشتر برای کشتار دسته‌جمعی از راه عقیم‌سازی اجباری در آلمان طراحی و توسعه داده شده بود.